# Universidad Euro-Mediterránea de Fez
La Universidad Euro-Mediterránea de Fez (UEMF) es una universidad ubicada en Fez, Marruecos, fundada en 2012. 

## Historia
La Universidad Euromed de Fez (UEMF) es una institución pública y sin fines de lucro certificada por la Unión para el Mediterráneo (UpM) con el apoyo de sus 43 Estados miembros. Sus diplomas están reconocidos por el Estado marroquí y varios de sus cursos son de doble titulación con universidades de la zona euromediterránea. 
Actualmente, los estudiantes y docentes-investigadores de la UEMF representan 32 nacionalidades con recursos humanos compuestos en un 51% por mujeres.
Además de su papel académico y socioeconómico, la Universidad tiene la responsabilidad social de promover el acceso a sus programas a un mayor número de estudiantes a través de varios tipos de becas.

## Visión y misiones

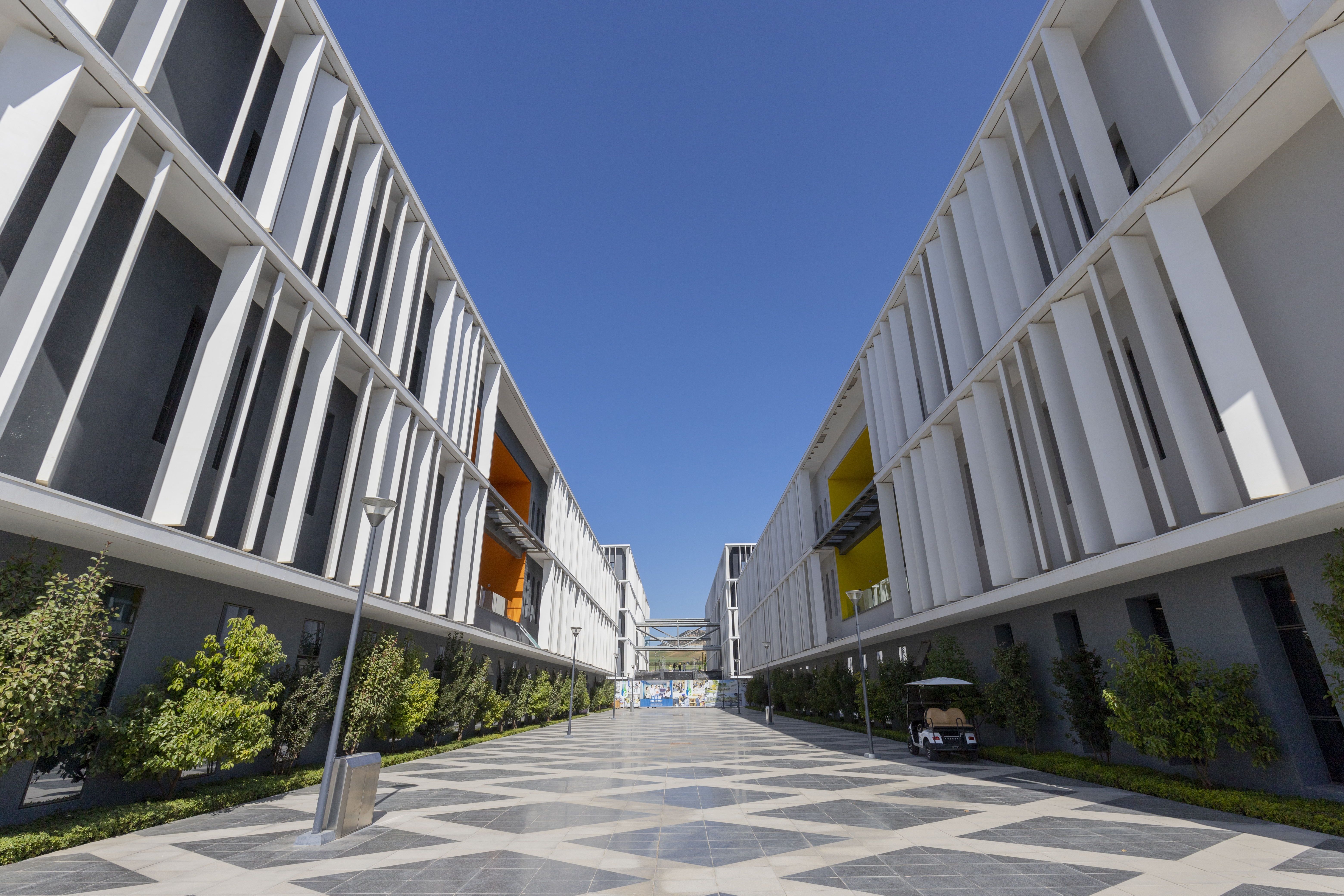
Vista del campus.

### Visión
La UEMF busca contribuir desde lo académico y cultural al desarrollo y fortalecimiento de la integración regional, así como impulsar el desarrollo en la región de Fez-Mequinez.
La UEMF cubre los tres ciclos de formación universitaria.

### Misiones
- Integración Regional: Contribuir al desarrollo y fortalecimiento de la integración regional mediante el diálogo intercultural, el intercambio y las asociaciones académicas y culturales en el espacio Euromediterráneo-África[8]
- Búsqueda dirigida: Realizar investigaciones de alto nivel.[9]
- Búsqueda dirigida: Innovación y transferencia. Trabajar para establecer un entorno propicio a la innovación, la creación y transferencia de conocimientos y tecnologías.
- Participación local: Ser uno de los motores del desarrollo económico, cultural y social de la Región Fès-Meknes y por extensión de Marruecos.[8]
- Integración profesional: Apoyar a los ganadores de la UEMF para su integración profesional y para la creación de sus propias empresas[10][11]

## Campus

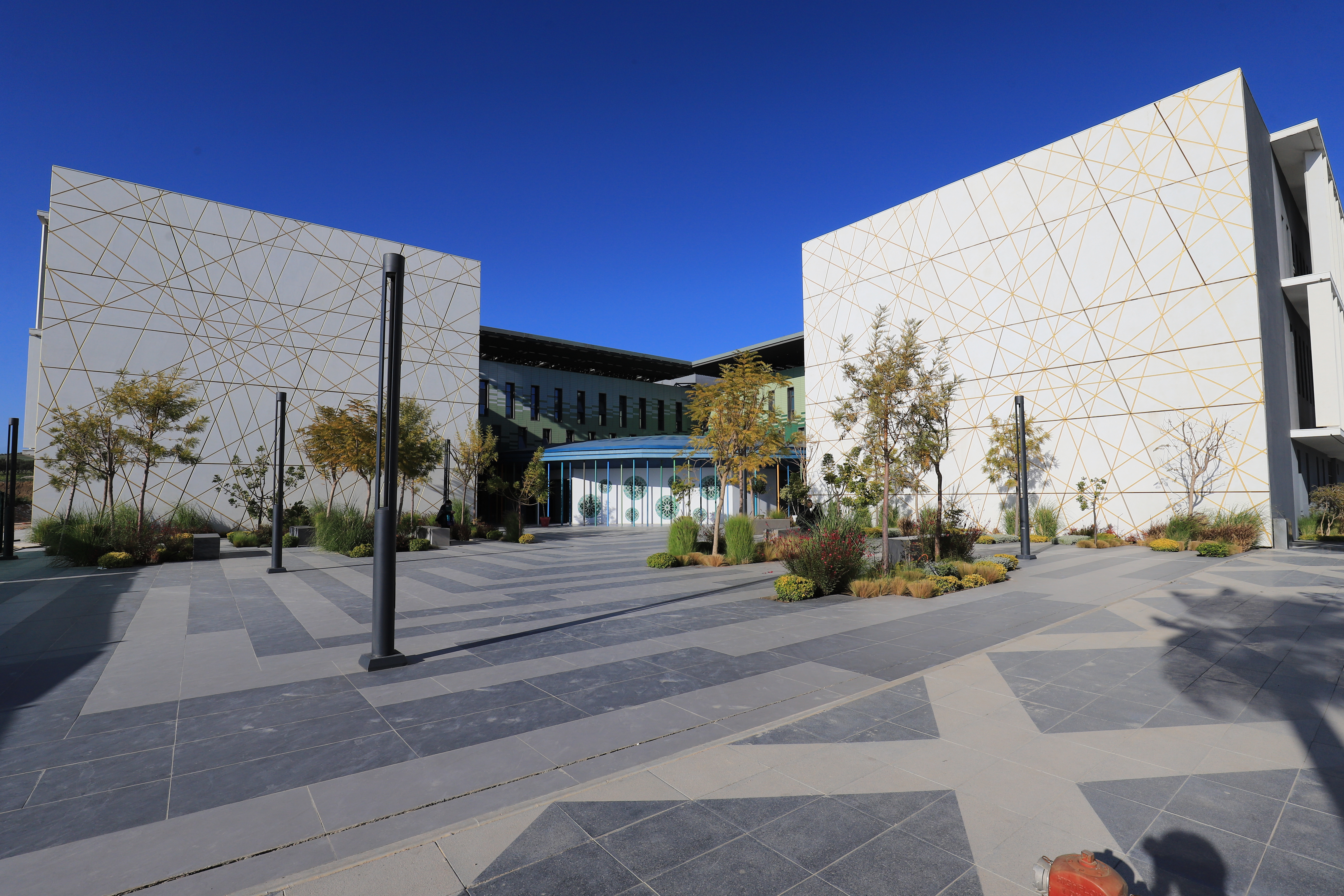
Vista del campus.

La UEMF cuenta con un ecocampus pionero a nivel euromediterráneo certificado por la COP 22. El Eco-campus de la UEMF ocupa una superficie de 40 hectáreas y se extenderá sobre aproximadamente 100 hectáreas para incluir un área para la transferencia tecnológica, la creación de start-ups y spin-outs, y una fábrica 4.0 con una aglomeración de empresas innovadoras

## Oferta formativa y componentes
La oferta formativa se estructura en 3 áreas:

### Centro de Ingeniería y Arquitectura
Esta división reúne tres escuelas de ingeniería, una escuela de arquitectura y una facultad de ingeniería.
El centro tiene una fuerte dinámica de investigación, con varios proyectos realizados en colaboración con el mundo industrial.

### Centro Biomédico y Biotecnológico
El centro prepara grados de ingeniería, maestría y doctorado en biomédica y biotecnología. Las áreas de actuación de estos especialistas incluyen la agroalimentación, la producción de medicamentos, la ingeniería de proteínas y la patobiología, trabajando en diversos aspectos (celular, molecular, genético, inmunológico, fisiológico y farmacológico).

## Vinculación y estructuras
La formación y la investigación de este centro también se refieren a la fabricación de implantes y dispositivos médicos, en particular mediante impresión 3D, y a su funcionamiento

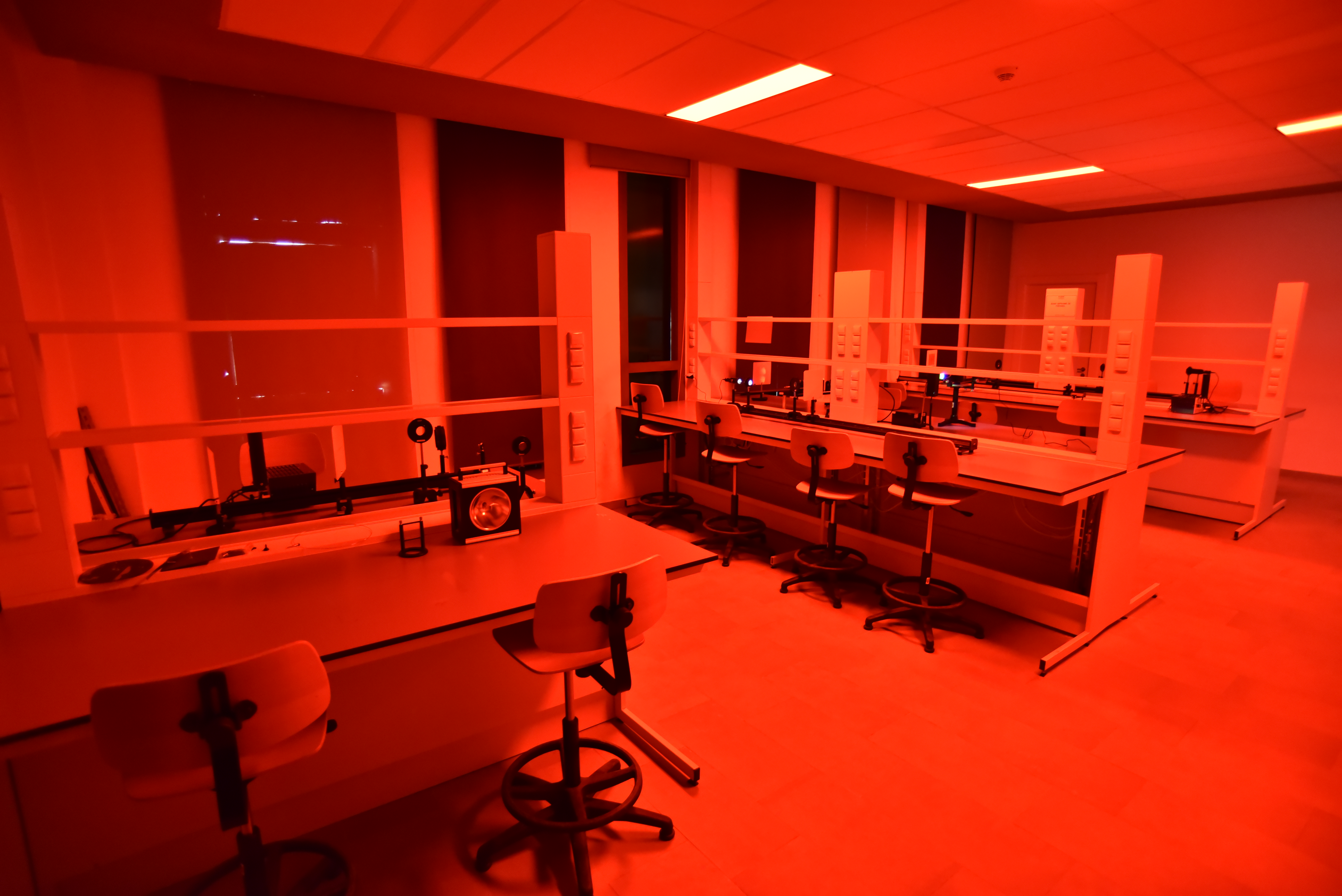
Laboratorio óptico de la UEMF

La UEMF dispone de una infraestructura de investigación como la plataforma de fabricación aditiva (impresión 3D), la plataforma digital, etc.
Los contratos de investigación de la UEMF son con sectores de la aeronáutica, del automóvil, de las energías renovables, la agroindustria, la biomedicina,la planificación regional, el patrimonio cultural, de lo digital y de las cuestiones de la Zona Euromediterránea-África 
Las estructuras de innovación son lugares de fertilización cruzada que reúnen a investigadores y empresas de la UEMF en una lógica colaborativa.
Agro Energy TIC Valley es una plataforma mixta de ensayo, investigación y formación en los campos de la bioenergía y el almacenamiento de energía, creada conjuntamente con el Instituto de Investigación en Energía Solar y Nuevas Energías (IRESEN)
El proyecto Fès Smart Factory se desarrolla con el objetivo de desarrollar las actividades industriales mediante la implementación de conceptos de Industria 4.0. Se está implementando como parte de una asociación entre la UEMF, CGEM Fès / Taza, el consejo regional de Fez-Mequinez y la empresa Alten delivery center Maroc 

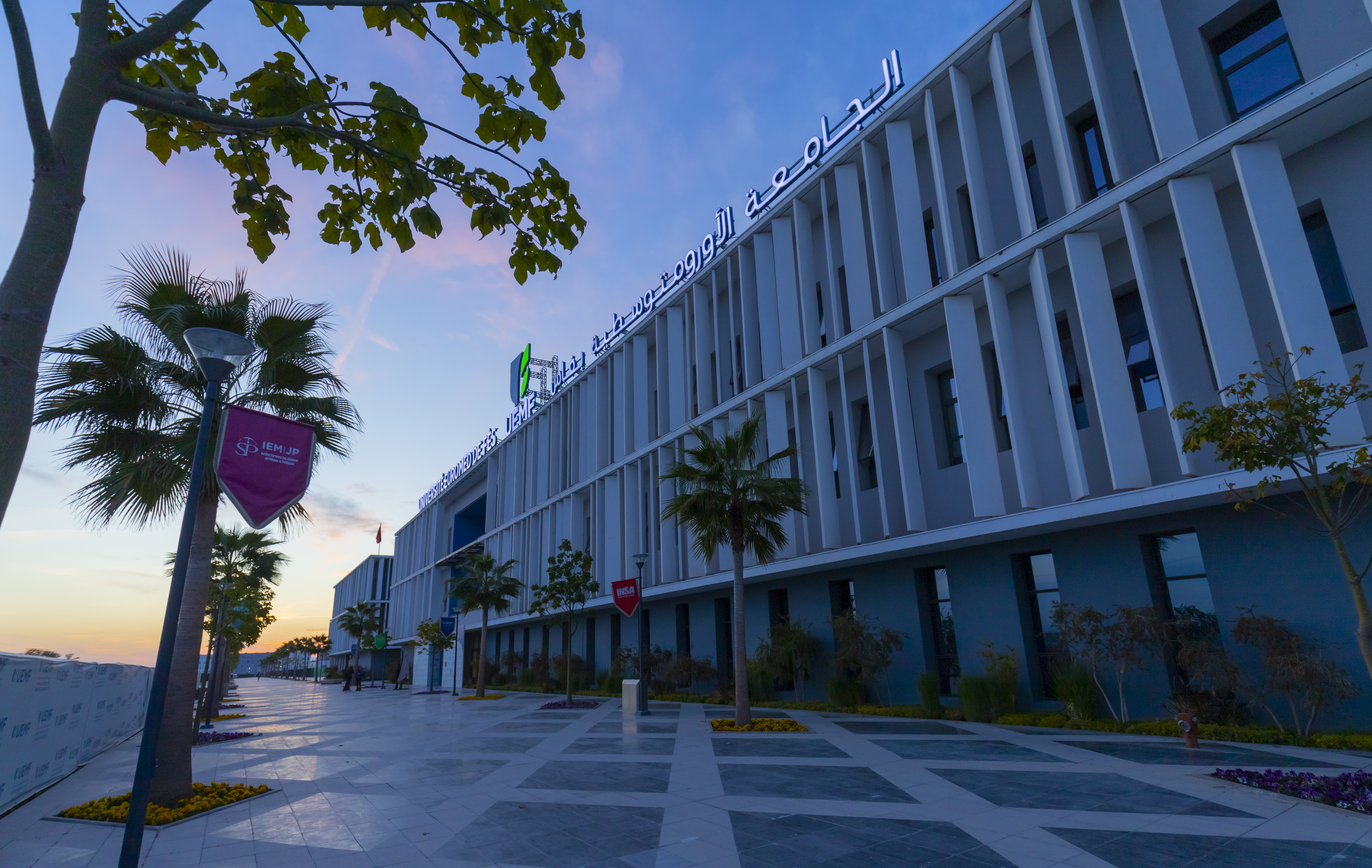
Vista del campus.

El centro regional Agritech está en curso y su objetivo es contribuir a la aparición del potencial insuficientemente explotado de la región. en sus actividades tradicionales (en particular, la industria agroalimentaria) y en el desarrollo de relés de crecimiento territorial
La incubadora de startups UEMF busca apoyar a la comunidad académica y otros posibles líderes de proyectos innovadores, para transformar sus proyectos en innovaciones exitosas
El Centro de Desarrollo, Transferencia e Integración Profesional (CVTIP) promueve a estudiantes y profesores investigadores en la protección de la propiedad intelectual y en la difusión de sus investigaciones
El Centro de Estudios de Doctorado tiene dos unidades: la Unidad "Ingeniería" y la Unidad "Ciencias Humanas y Sociales".  Los estudiantes de doctorado de la UEMF son seleccionados a través de una convocatoria de solicitudes para temas de tesis propuestos como parte de proyectos de investigación financiados. En este contexto, los estudiantes de doctorado se benefician de una beca de subsistencia de 5.000 a 8.000 DH/mes durante tres años